# Dorothea von Arronet
Marie Elisabeth Dorothea von Arronet, genannt Dora, Freiin von Fersen (* 16. September 1886 auf Gut Klosterhof, Estland; † 22. Februar 1973 in Nieblum auf Föhr) war eine deutschbaltische Malerin, Grafikerin und Illustratorin.

## Leben

### Familie
Dorothea von Arronet war das zehnte Kind des Barons Nikolai von Fersen (* 4. August 1829 auf Gut Klosterhof, Estland; † 14. Februar 1896 ebenda) und dessen zweiter Ehefrau Ida Martha Sophie (* 19. Dezember 1845 in Groß Lechtigall, Estland; † 15. März 1896 auf Gut Klosterhof, Estland), eine Tochter von Theodor Johann Baron von Maydell (1806–1872).
Aus der ersten Ehe ihres Vaters mit Auguste Anna Wilhelmine (* 8. November 1833 in Tammik, Estland; † 1. August 1868 auf Gut Klosterhof, Estland), Tochter von Magnus Georg von Fersen (1786–1864), hatte sie noch zwei Halbgeschwister. Ihre Geschwister waren:
- Helene Auguste Dorothea von Fersen (* 19. Februar 1860 auf Gut Klosterhof, Estland; † 7. April 1901 ebenda);
- Antonie Johanna Bertha von Fersen, genannt Tony (* 12. Dezember 1862 auf Gut Klosterhof, Estland; † 1. November 1929 in Reval, Estland);
- Axel Georg Hermann von Fersen (* 30. November 1870 auf Gut Klosterhof, Estland; † 16. Juni 1943 in Kalisz, Polen);
- Otto Wilhelm Carl von Fersen (* 7. Mai 1872 auf Gut Klosterhof, Estland; † 1945), russischer Konsul in Rotterdam;
- Marie Elisabeth Dorothea von Fersen (* März 1874 auf Gut Klosterhof, Estland; † April 1875 ebenda);
- Kurt Constantin Ernst von Fersen (* 16. September 1875 auf Gut Klosterhof, Estland; † 1945);
- Lorenz Nikolai Arthur von Fersen (* 20. Mai 1879 auf Gut Klosterhof, Estland; † 1935);
- Erich Bernhard Nikolai Lorenz von Fersen (* 3. Februar 1877 auf Gut Klosterhof, Estland; † unbekannt);
- Margarethe Elsa Dorothea Nelly von Fersen (* 1. August 1884 auf Gut Klosterhof, Estland; † unbekannt), verheiratet mit Eduard Nikolai August von Fersen (1887–1944).

Dorothea von Arronet war mit Maximilian Richard von Arronet (* 21. Juli 1878 in Oranienbaum bei St. Petersburg; † 17. März 1976 in Wyk auf Föhr) verheiratet. Gemeinsam hatten sie fünf Kinder:
- Otto Johann Nikolai von Arronet (* 9. September 1913 in Tallinn, Estland; † 14. Mai 1944 in Mius, Ukraine)[3]
- Dorothea Ida Henriette von Arronet (* 6. September 1915 in Friedrichshof; † unbekannt);
- Karin von Arronet (* 26. Juni 1917 in Reval, Estland; † 16. Mai 2006 in Nieblum auf Föhr)[4], Malerin, Grafikerin und Kunsterzieherin;
- Britta von Arronet (* 27. Mai 1919 in Friedrichshof; † unbekannt);
- Anna Marie von Arronet (* 9. November 1921; † unbekannt).

### Werdegang
Nach dem Tod ihrer Eltern wuchs sie auf einem Nachbargut auf und studierte später bei dem finnischen Tiermaler Eero Järnefeld am Athenäum in Helsingfors, danach in München bei dem Tiermaler Heinrich von Zügel, der an der Akademie der Bildenden Künste München von 1895 bis 1922 lehrte.
Nach ihrer Eheschließung mit dem Bauingenieur Maximilian von Arronet lebte sie auf einem kleinen Landgut bei Reval. Auch in der Zeit, in der sie ihre fünf Kinder aufzog, erfüllte sie Illustrationsaufträge und schuf kleinformatige sogenannte Erlebnisbücher, in denen sie Familienereignisse festhielt.
Nach dem Zweiten Weltkrieg wurde sie in Nieblum auf Föhr ansässig, wo sie sich der Tier- sowie erstmals der Landschaftsmalerei (in Öl, Aquarell und Feder) widmete; zudem illustrierte sie Kinderbücher. Von 1954 bis 1958 war sie auf den Landesschauen schleswig-holsteinischer Künstler vertreten.

## Werke (Auswahl)
- Karl Arnold. Paris 1910, Zeichnung in Öl auf Leinwand (Privatbesitz).
- Pferde im Anspann. Pinselzeichnung mit Tusche (Privatbesitz).
- 18 Kreidezeichnungen in Oswald Hartge: „Nach Ostland woll’n wir reiten“. Baltische Geschichte in Abschnitten aus alten Chroniken. Wassermann, Reval 1930.